# DBS Building
Las DBS Building Towers son un complejo de rascacielos situado en 6 Shenton Way en el distrito financiero de Singapur. La Torre 1 tiene 659 pies de altura y 50 plantas, y fue completada en 1975, siendo una de las torres más antiguas de Singapur. La Torre 2 fue completada en 1994, veinte años más tarde, y tiene 492 pies de altura con 36 plantas. La sede de DBS Bank se sitúa en el complejo.
Las torres son un ejemplo de arquitectura brutalista, y están construidas principalmente de hormigón y granito. La arquitectura de DBS Torre 1, junto con la de edificios como Singapore Land Tower, Temasek Tower y OCBC Centre, dominan la arquitectura de Singapur.
DBS Torre 1 fue el primer edificio en el distrito financiero de Shenton Way, y fue el más alto de Singapur cuando fue completado en 1975. Fue diseñada para proveer muchas instalaciones dentro de un solo edificio, y contiene instalaciones como una sala de conferencias, un pequeño teatro y un centro de exhibiciones en el podio. Hay un Starbucks Coffee situado en el vestíbulo.

## Historia
La DBS Torre 1 fue completada en 1975, junto con una ola de edificios de estilo brutalista, que dominaron las décadas 1950-1970. Fue diseñada por Architects Team 3. Las empresas involucradas en el desarrollo del edificio incluyen DBS Land Limited, Ohbayashi-Gumi, Ltd., Steen Consultants Private Limited, Liu Cheng Consulting Engineers, Davis Langdon & Seah Philippines Inc., y Mitsubishi Elevator and Escalator.

## Servicios y arquitectura
DBS Torre 1 es uno de los primeros edificios de oficinas en inorporar una pasarela cubierta alrededor de toda la manzana. Una serie de jardines en el techo, galería de visualización y áreas exteriores proveen vistas e instalaciones para el disfute de sus ocupantes.
Junto con DBS Building Torre 2, DBS ocupa aproximadamente de 60 000 m² a 70 000 m² de espacio de oficinas en el distrito financiero. El banco era dueño de las torres hasta que las vendió al fondo inmobiliario Goldman Sachs a finales de 2005 y arrendó el espacio que ocupaba por un término inicial de ocho años con opciones de renovación.

## Traslado de sedes
En 2012, DBS se trasladará de la DBS Torre 1 a su nueva sede en Marina Bay Financial Centre (MBFC). La compañía ocupará 22 plantas abarcando 70 000 m² de MBFC Torre 3, de 48 plantas, que será completada a finales de 2011.
El traslado es parte de un plan mayor que verá al banco reubicar varias 'funciones básicas de apoyo' a un edificio de nueve plantas en Changi Business Park cerca de la Estación de MRT Expo en 2010. El lugar de Changi tiene una superficie bruta permitida de 50 000 m² y será construida en varias fases.